# Elana Eden

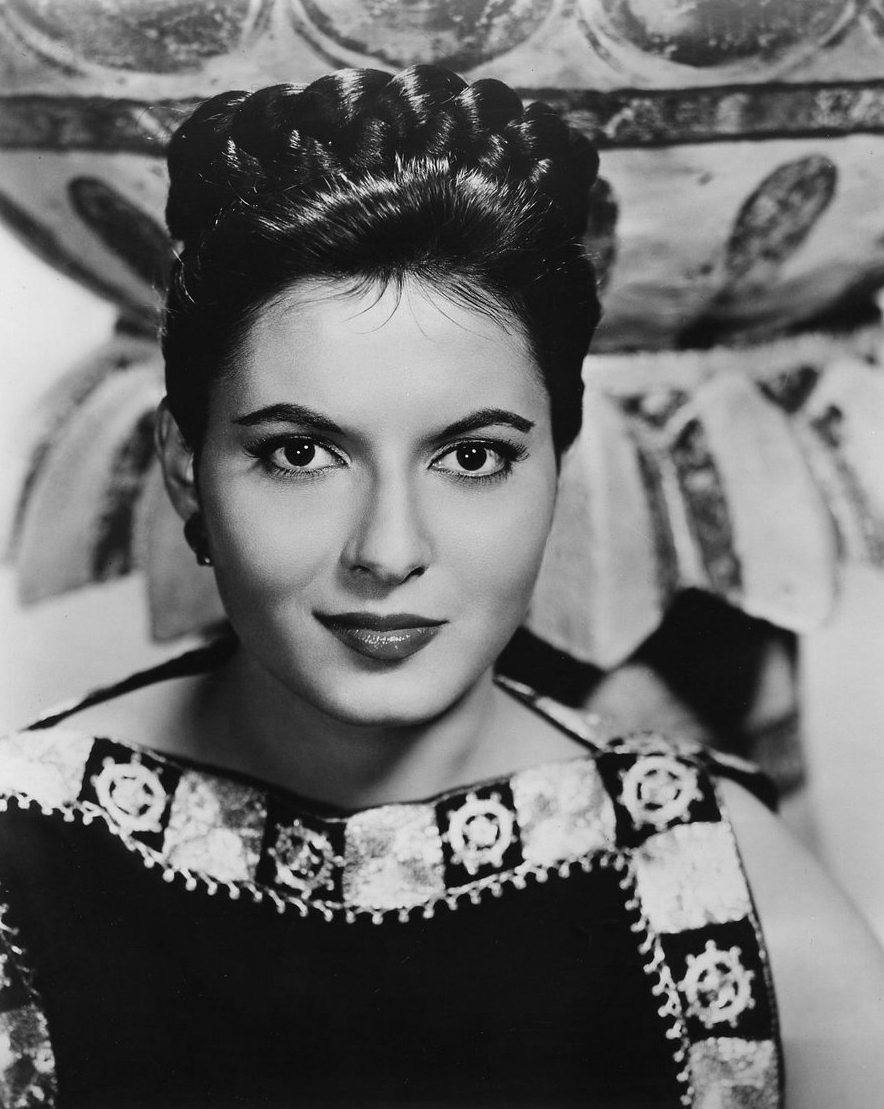
Werbefoto Elana Eden (14. Juni 1960)

Elana Eden (hebräisch אילנה עדן; eigentlich Elana Lani Cooper; * 1. Mai 1940 in Bat Jam, Tel Aviv-Jaffa) ist eine israelische Schauspielerin. Bekanntheit erlangte sie vor allem 1960 durch ihr Filmdebüt als Hauptdarstellerin im Monumentalfilm Das Buch Ruth.

## Leben
Elana Edens Vater, ein Landschaftsgärtner polnischer Abstammung, siedelte nach dem Ersten Weltkrieg nach Israel um. Ihre Mutter stammte aus Russland. Eden war das jüngste von insgesamt drei Geschwistern. Sie besuchte eine Schule in der Scharonebene und arbeitete nach ihrem Abschluss als Autorin für die Tageszeitung Haaretz sowie im Israelischen Heer. Erste Bühnenauftritte nach einem Studium an der Habimah absolvierte Eden in der Komödie Lysistrata, die landesweit aufgeführt wurde.
1957 bewarb sich Eden für die Hauptrolle in Das Tagebuch der Anne Frank und wurde in die engere Auswahl genommen, ehe die Rolle an Millie Perkins ging. Dieses Casting half ihr drei Jahre später, als der Drehbuchautor und Produzent Samuel G. Engel eine Hauptdarstellerin für den Monumentalfilm Das Buch Ruth suchte und sich hierbei an Eden erinnerte. Zu dieser Zeit erhielt sie auch ihren Künstlernamen, da sich laut Aussage der Produzenten ihr gebürtiger Nachname Cooper „nicht jüdisch genug“ anhören würde. Bekannte Kritiker und Reporter wie Hedda Hopper lobten die junge Schauspielerin für ihr Filmdebüt.
Trotz ihres erfolgreichen Debüts gelang Eden keine große Filmkarriere. 1966 spielte sie eine kleine Rolle in der deutsch-israelischen Co-Produktion Einer spielt falsch, ansonsten beschränkten sich ihre weiteren Auftritte auf Fernsehserien wie The Name of the Game. Zudem trat Eden weiterhin als Theaterschauspielerin auf, darunter in der zuvor ihr verwehrten Rolle der Anne Frank in der Bühnenfassung von Das Tagebuch der Anne Frank.
Elana Eden war zweimal verheiratet. Ihre erste Ehe wurde 1965 kinderlos geschieden. In zweiter Ehe war sie von 1969 bis zu dessen Tod im Jahr 1999 mit Fredric Edgar Myrow verheiratet. Das Paar bekam drei gemeinsame Kinder. In der Zeit zwischen den Ehen war sie vorübergehend bis zu seinem Tod Anfang 1969 mit dem polnischen Jazz-Musiker Krzysztof Komeda liiert.

## Filmografie (Auswahl)
- 1960: Das Buch Ruth (The Story of Ruth)
- 1966: Einer spielt falsch (Trunk to Cairo)
- 1968: The Name of the Game (Fernsehserie, eine Folge)